# Rufipenne de Neumann
Onychognathus neumanni
Espèce
Statut de conservation UICN

 LC  : Préoccupation mineure
Le Rufipenne de Neumann (Onychognathus neumanni) est une espèce de passereaux de la famille des Sturnidae.

## Répartition
Ce taxon se rencontre dans les pays suivants : Burkina Faso, Cameroun, Côte d'Ivoire, Guinée, Mali, Mauritanie, Niger, Nigeria, République centrafricaine, Soudan du Sud, Soudan, Sénégal, Tchad.

## Liste des sous-espèces
Selon GBIF (16 août 2024) :
- Onychognathus neumanni modicus Bates, 1932 - Est du Sénégal et Sud de la Mauritanie à l'Ouest du Mali et le Nord de la Côte d'Ivoire
- Onychognathus neumanni neumanni (Alexander, 1908) - Est du Mali à l'Ouest du Soudan et du Centrafrique

La sous-espèce O. n. modicus est de taille plus modeste et possède une plus petite queue.

## Classification
Le nom valide complet (avec auteur) de ce taxon est Onychognathus neumanni (Alexander, 1908).
L'espèce a été initialement classée dans le genre Amydrus sous le protonyme Amydrus neumanni Alexander, 1908.
Ce taxon porte en français le nom vernaculaire ou normalisé suivant : Rufipenne de Neumann.
Onychognathus neumanni a pour synonymes :
- Amydrus neumanni Alexander, 1908[4]

### Étymologie
Son épithète spécifique, neumanni, et son nom vernaculaire, « de Neumann », lui ont été donnés en l'honneur de l'ornithologue allemand Oskar Neumann (1867-1946).[réf. nécessaire]